# Palacio de Deportes de Pau
El Palacio de Deportes de Pau es un recinto deportivo cubierto ubicado en la ciudad de Pau, Francia. Inaugurado en 1991, se ha convertido en un lugar emblemático para eventos deportivos, conciertos, espectáculos y conferencias en la región. Es la sede del Élan Béarnais, un equipo de baloncesto francés que milita en la LNB Pro B, la segunda división del país galo.
El Palacio de Deportes de Pau se destaca por su arquitectura moderna y funcional. Ofrece una capacidad de asientos de 7,707 con una configuración flexible que puede adaptarse a las necesidades específicas de cada evento. La arena ofrece una excelente visibilidad para el público.
En cuanto a eventos deportivos, el Palacio de Deportes de Pau ha acogido numerosas competiciones de alto nivel, especialmente en baloncesto, balonmano y voleibol. También ha sido elegido como lugar de entrenamiento para equipos profesionales y selecciones nacionales en diversas disciplinas. Las instalaciones deportivas cumplen con los estándares profesionales, ofreciendo condiciones óptimas para los atletas y espectadores.
El Palacio de Deportes de Pau también se beneficia de una ubicación estratégica, cerca del centro de la ciudad y de fácil acceso en automóvil a través de la Autoroute A64 o en transporte público. Tiene un amplio estacionamiento compartido con el Zénith de Pau y facilidades para personas con movilidad reducida.
Según el periódico deportivo L'Équipe, el Palacio de Deportes es uno de los "estadios míticos de LNB Pro A".

## Arquitectura
El diseño de la arena es idéntico al del Zénith de Pau, que está cerca del lugar.
La estructura es soportada por cuatro torres cuadradas que también sirven como entradas. Las torres están conectadas por cuatro vigas de metal entrelazadas que sostienen una bóveda central que recibe luz natural directa. La iluminación de la bóveda está garantizada por cuatro lentes, cada una de 50 metros de longitud y 7.20 metros de altura. El techo del Palacio se eleva a una altura de 25 metros. Las fachadas de vidrio transparente le dan al edificio una sensación de ligereza al tiempo que garantizan la transparencia funcional.

## Descripción Técnica
Forma octogonal alrededor de cuatro torres cuadradas.
- Capacidad de asientos: 7,707, incluyendo alrededor de 500 palcos privados.
- Altura total: 28 metros.
- Superficie de vidrio: 4,500 metros cuadrados.
- La construcción involucró a 370 personas trabajando durante un año.
- Costo: €12 millones antes de impuestos (aproximadamente 78 millones de francos).

### Ubicación y Accesibilidad
Ubicado al norte de Pau, justo encima del hipódromo du Pont-Long, y a la salida de la autoroute A64 y autoroute A65, a 5 minutos del Aeropuerto Internacional de Pau-Pirineos, el Palacio de Deportes, inaugurado en 1991, cuenta con una ubicación ideal.

### Opciones de Acceso
El Palacio de Deportes está situado al norte de Pau, junto al Zénith, el complejo de pelota vasca (Jai alai) y el hipódromo du Pont-Long. Se puede acceder a él desde Burdeos a través de la autopista A65 y luego la A64 a través del intercambiador de Lescar. Un área de estacionamiento con 1,687 plazas se encuentra cerca del Palacio de Deportes.

### Transporte público
El Palacio de Deportes está servido por el transporte público de Pau, operado por la red de autobuses Idelis:
- Línea T2 Lons Perlic Sud ↔ Pau Stade du Hameau
- Línea 5 Mazères-Lezons L'Arriou ↔ Pau Zénith
- Línea 6 Serres-Castet Liben ↔ Bizanos Mairie
- Línea 16 Montardon École ↔ Pau Pôle Bosquet
- Línea E Lons Perlic Sud ↔ Pau Pôle Bosquet

Fébus, el servicio de autobús de alto nivel de Pau con hidrógeno, se detiene cerca en el sur, cerca del Hospital de Pau.

## Eventos
- EuroBasket 1999
- Campeonato Mundial Femenino de Balonmano 2007

- Match des Champions de 2007